# Eple
«Eple» (Pronunciado en noruego: «Manzana») es una canción del dúo noruego de electrónica Röyksopp, lanzada en 2001 como su segundo sencillo. Tuvo su relanzamiento en 2003, como el tercer sencillo del dúo y formando parte de su álbum debut Melody A.M.. En la lista de sencillos del Reino Unido, logró alcanzar el puesto 16 gracias a su relanzamiento en 2003. 
La canción se basa principalmente en un sample de la canción «You're as Right as Rain» de Bob James incluido en su álbum de 1975 Two. La portada de este álbum muestra una mano dorada sosteniendo una manzana.

## Uso comercial
El título de la canción proviene de la palabra noruega cuyo significado es manzana. La canción obtuvo la licencia de Apple y se utilizó como música de introducción para el Mac OS X v10.3 como asistente de configuración. También se usó en el programa de juegos Gamezville en el ahora desaparecido Sky One como música de fondo durante la apertura del programa. La canción también se utiliza como música de fondo en el programa de televisión del Reino Unido The Kevin Bishop Show, en el que un hombre llamado Gary en uno de sus sketches se hace pasar por un locutor de radio, sólo para disgusto de su novia. 
Un pequeño fragmento de la canción también se utiliza para el ID de la estación de la estación de televisión pública estadounidense KLRU, así como para su logotipo de producción idéntico que aparece al final de su producciones como Austin City Limits. 
El sencillo se utilizó para acompañar una TestCard de televisión en el Reino Unido durante 2001. 
La canción es la música de fondo que se escucha en un vídeo realizado por Volvo llamado «Vision 2020» en el que muestra futuros conceptos de semirremolques. 
El ahora desaparecido canal de música alemán MTV2 Pop utilizó un fragmento de esta canción para presentar las pausas comerciales. 

## Lista de canciones

### Lanzamiento en 2001
UK CD WALLD071
1. «Eple» (Edit) – 3:35
2. «Eple» (Bjørn Torske Remix) – 6:52
3. «Röyksopp's Night Out» – 7:30

UK 12" WALLT071
1. «Eple» – 3:52
2. «Eple» (Bjørn Torske Remix) – 6:52
3. «Röyksopp's Night Out» – 8:08

### Relanzamiento en 2003
UK CD 1 WALLD080
1. «Eple» (Edit) – 3:35
2. «Eple» (Fatboy Slim Remix) – 3:56
3. «TEple» (Shakedown Remix) – 6:43

UK CD 2 WALLD080V
1. «Eple» (Edit) – 3:35
2. «Eple» (Boris and Michi's Eplistic-Scratch-Attack) – 7:16
3. «Eple» (Black Strobe Remix) – 6:10
4. «Eple» (Video) – 3:35

UK 12" 1 WALLT080
1. «Eple» – 3:52
2. «Eple» (Shakedown Remix) – 6:43
3. «Eple» (Fatboy Slim Remix) – 5:48

UK 12" 2 WALLT080X
1. «Eple» – 3:52
2. «Eple» (Black Strobe Remix) – 6:10
3. «Eple» (Boris and Michi's Eplistic-Scratch-Attack) – 7:16

## Posicionamiento en listas
| Año  | Lista                                  | Posición |
| ---- | -------------------------------------- | -------- |
| 2001 | Países Bajos (Mega Single Top 100)     | 99       |
| 2001 | Reino Unido (UK Singles Chart)         | 122      |
| 2001 | Suecia (Sverigetopplistan)             | 54       |
| 2003 | Escocia (Scottish Singles Sales Chart) | 23       |
| 2003 | Irlanda (IRMA)                         | 33       |
| 2003 | Reino Unido (UK Singles Chart)         | 16       |
| 2003 | Reino Unido (UK Dance Chart)           | 3        |